# Aio de Bénévent
Aio de Bénévent (mort en octobre 891) parfois nommé Aio II en référence au duc Aiulf. Il fut  prince de Bénévent de 884 à 891.

## Biographie
Aio est le fils cadet d'Adalgis de Bénévent et le frère et successeur de Radelchis II de Bénévent qu'il renverse en juillet-août 884. Le nouveau prince se trouve immédiatement impliqué dans les guerres qui déchirent la Campanie. Il est attaqué par Guy IV de Spolète, qui le capture et l'emmène prisonnier à Siponto. Délivré par les Lombards locaux qui obligent le duc de Spolète à se retirer, Aio est à peine revenu à Bénévent qu'il entre en conflit avec les Byzantins.
Le nouveau Stratège Theophylactos, successeur de Grégoire vient en Campanie en 887 pour combattre les Sarrazins du Garigliano. Le prince de Bénévent juge le moment propice pour s'emparer de Bari et en chasser la garnison byzantine. Athanase II de Naples, allié des Byzantins, attaque immédiatement Bénévent, ce qui oblige Aio à restituer Bari et à revenir dans sa capitale. Assiégé dans Bénévent, Aio demande en vain des secours à Spolète et au comte de Capoue. Abandonné de tous, il doit se soumettre.
À son retour à Bénévent, Aio avait associé au trône Ursus (Ours), son fils âgé de 10 ans. À sa mort en octobre 891 après un règne de 6 ans selon le « Chronicon Salernitanum ». Ursus se montre incapable de sauver sa couronne et le Stratège Symbatikios s'empare de Bénévent un an plus tard.

## Sources
- Jules Gay L'Italie méridionale et l'Empire byzantin depuis l'avènement de Basile Ier jusqu'à la prise de Bari par les Normands (867-1071) Albert Fontemoing éditeur, Paris 1904 p. 636.
- (en) Aio  sur le site Medieval Lands